# Pantoporia galaesus
Pantoporia galaesus är en fjärilsart som beskrevs av Hans Fruhstorfer 1913. Pantoporia galaesus ingår i släktet Pantoporia och familjen praktfjärilar. Inga underarter finns listade i Catalogue of Life.